# Alberto di Giussano

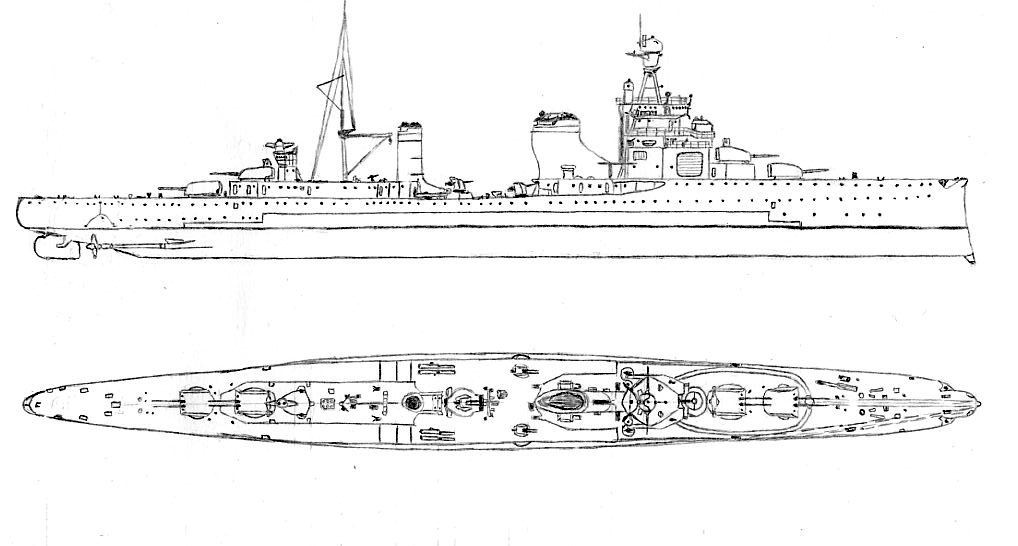
Схематичне зображення легкого крейсера «Альберто ді Джуссано»

«Альберто ді Джуссано» (італ. Alberto di Giussano) — військовий корабель, головний легкий крейсер типу «Альберто ді Джуссано» Королівських ВМС Італії за часів Другої світової війни.

## Історія створення
«Альберто ді Джуссано» був закладений 28 березня 1928 року на верфі компанії Gio. Ansaldo & C. в Генуї, спущений на воду 27 квітня 1930 року. 9 червня 1931 року увійшов до складу Королівських ВМС Італії.

## Історія служби

### Довоєнна служба
Після вступу у стрій «Альберто ді Джуссано» ніс службу у Середземному морі. Брав участь у підтримці франкістів під час громадянської війни в Іспанії, супроводжуючи транспорти зі зброєю та проводячи розвідку.

### Друга світова війна
Після вступу Італії у Друг світову війну 9 червня 1940 року крейсер брав участь у бою біля Калабрії. У серпні брав участь у постановці мінного загородження біля острова Пантеллерія, на якому у січні 1941 року підірвався британський есмінець «Галлант».
У другій половині 1940 та весь 1941 рік крейсер «Альберто ді Джуссано» залучався до супроводу конвоїв у північну Африку і подекуди до постановки мінних полів. Так, 3 червня 1941 року «Альберто ді Джуссано», «Банде Нере», «Еудженіо ді Савойя», «Дука д'Аоста» та 7 есмінців виставили мінні поля поблизу Триполі, на яких 19 грудня підірвались кораблі З'єднання K — крейсери «Нептун» та есмінець «Кандагар» загинули, крейсери «Аурора» та «Пінелопі» були пошкоджені.
У грудні 1941 року становище військ Осі у північній Африці було критичне. Не вистачало боєприпасів, спорядження та палива на фоні успішного британського наступу. На початку грудня крейсер «Луїджі Кадорна» доставив в Африку бензин. Було вирішено повторити операцію.
9 грудня крейсери «Альберто ді Джуссано» та «Альберіко да Барбіано» вирушили з Палермо на південь, але були помічені ворожим літаком-розвідником з Мальти і незабаром атаковані літаками-торпедоносцями. Влучань у крейсери не було, але командування наказало кораблям повертатись.
Британська розвідка взнала, що 12 грудня італійці відправляють новий конвой у північну Африку у складі крейсерів «Альберто ді Джуссано», «Альберіко да Барбіано» та есмінця «Чіньйо». Адмірал Е. Каннінгем відправив 11 грудня на перехоплення флотилію есмінців (британські «Сикх», «Маорі», «Ліджен» та голландський «Ісаак Свірз»). Есмінці здійснювали перехід з Гібралтару в Александрію і можливості перехоплення італійського конвою були мінімальними. За розрахунками, навіть попри збільшення швидкості, британські кораблі не встигали наздогнати італійський конвой. Але командування італійського флоту віддало наказ крейсерам повертатись у випадку, якщо конвой буде помічений літаками-розвідниками.
Коли конвой був помічений британським розвідником, кораблі повернули назад. Флотилії зустрілись біля мису Бон. Бій тривав 2 хвилини. В італійську крейсери влучили торпеди. Бензин, розміщений у бочках на палубі, загорівся, і незабаром «Альберто ді Джуссано» та «Альберіко да Барбіано» затонули. Загалом загинуло понад 900 осіб.